# Tramlijn Geldrop - Helmond
De Tramlijn Geldrop - Helmond is een voormalige tramlijn van Geldrop via Mierlo en Mierlo-Hout naar Helmond. De tramlijn sloot in Geldrop aan de lijn tussen Eindhoven en Heeze.

## Geschiedenis
De lijn werd op 10 januari 1906 geopend door de Tramweg-Maatschappij Eindhoven-Geldrop tot de Zuid-Willemsvaart in Helmond (TEG) als verlenging van de tramlijn Eindhoven - Geldrop. Na voltooiing van de spoorbrug werd de lijn verlengd tot het station van Helmond op 21 januari 1907. Uiteindelijk kwam de lijn in handen van BBA. Daarna werd hij, net als veel andere tramlijnen, vervangen door een busdienst. De lijn werd op 15 mei 1935 gesloten voor personenvervoer en in 1936 voor goederenvervoer. Daarna is de lijn opgebroken.
Eindhoven - Heeze · Geldrop - Helmond · Helmond - Asten